# Solo (canción de Ekhymosis)
«Solo» es una canción de rock y el sencillo debut de la banda colombiana de rock Ekhymosis de su álbum debut de estudio, Niño Gigante (1992).

## Antecedentes y signficado
La canción marcó un hito en la historia del rock colombiano y ésta a su vez se convertiría el emblema del grupo, para ese entonces ya se habían vendido casi siete millones de copias y eso era una cifra bastante astronómica porque se estaba hablando de una banda de jóvenes que apenas estaban incursionando en la música, aparte se nota el uso de piano por parte de Juanes, además de esta canción también se distingue el piano las canciones El Miedo Interno y Limpios de Fe.
La canción toca el tema de la autenticidad y la presión de conformarse a las expectativas de los demás en donde uno mismo se pregunta cómo puede confiar en un espacio donde siente que debe hablar a través de sus palabras y no a través de su verdadero ser.

## Lista de canciones

### CD - Promo[5]
| Solo — Sencillo |        |          |  |
| N.º             | Título | Duración |  |
| 1.              | «Solo» | 4:54     |  |

## Posiciones en las listas
| Listas (1992)                              | Posición |
| ------------------------------------------ | -------- |
| Estados Unidos Billboard Hot Latin Tracks  | 80       |
| Estados Unidos Billboard Latin Pop Airplay | 46       |

## Premios y nominaciones
| Año  | Publicación | País | Lista                                 | Puesto |
| ---- | ----------- | ---- | ------------------------------------- | ------ |
| 2006 | Alborde     | EUA  | 500 canciones del Rock Iberoamericano | 369°   |